# Aki Kaurismäki
Aki Olavi Kaurismäki (* 4. dubna 1957, Orimattila, Finsko) je finský filmový scenárista a režisér, který se věnuje převážně autorské tvorbě.

## Život
Aki Kaurismäki vystudoval literaturu a komunikační vědy. Poté, co vystřídal několik pomocných prací (zedník, pošťák, umývač nádobí), šel na studia filmové kritiky a vedle toho psal filmové scénáře. Kariéru filmaře započal jako spolurežisér filmů svého staršího bratra Miky Kaurismäkiho (zahrál si hlavní roli v jeho filmu Lhář /The Liar, 1981/. V roce 1989 emigroval se svou ženou Paulou Oinonen do Portugalska.

## Tvorba
Kaurismäkiho filmy se často zaobírají tématem sociálních outsiderů z městských center a jsou známé nejen svými minimalistickými dialogy, ale i svým lakonickým humorem. Kaurismäki pravidelně spolupracuje s týmem přátel z řad herců a hudebníků, kteří jeho filmům dodávají stylový ráz. Jsou to například Matti Pellonpää, Kati Outinen, Kari Väänänen, Sakke Järvenpää. Kaurismäki stojí i za úspěchem finské komediálně-punkrockové skupiny Leningrad Cowboys. Po vzoru Alfreda Hitchcocka se občas objevuje ve svých filmech v roli statisty. Hudbu k jeho filmům často píše Topi Sorsakoski.
Velké pozdvižení vyvolal Kaurismäki na podzim 2006, když nepovolil, aby se jeho film Světla v soumraku účastnil nominací na Oscara v kategorii nejlepší zahraniční film, a to i přesto, že ho jako kandidáta jednomyslně zvolila Finská filmová komora. Kaurismäki zdůvodňoval své rozhodnutí kritickým postojem k válce v Iráku vedené USA.
Společně se svým bratrem Mikou založil filmový festival Midnight Sun a distribuční firmu Villealfa (pojmenovanou po filmu Alphaville od Jeana-Luca Godarda)
Jeho posledním dokončeným filmem je Karaoke Blues (Fallen Leaves) z roku 2023, za který získal Velkou cenu poroty na festivalu v Cannes.

## Ocenění
V roce 2002 získal film Muž bez minulosti cenu Grand Prix na Filmovém festivalu v Cannes a byl také jako první finský film v historii nominován na Cenu akademie v kategorii nejlepší cizojazyčný film za rok 2003.

## Zajímavosti
- V roce 2011 byl Aki Kaurismäki hostem Letní filmové školy v Uherském Hradišti
- K retrospektivě jeho filmů na festivalu byla vydána publikace Aki Kaurismäki: Světla v soumraku (Casablanca, 2011)

## Filmografie

### Hrané filmy

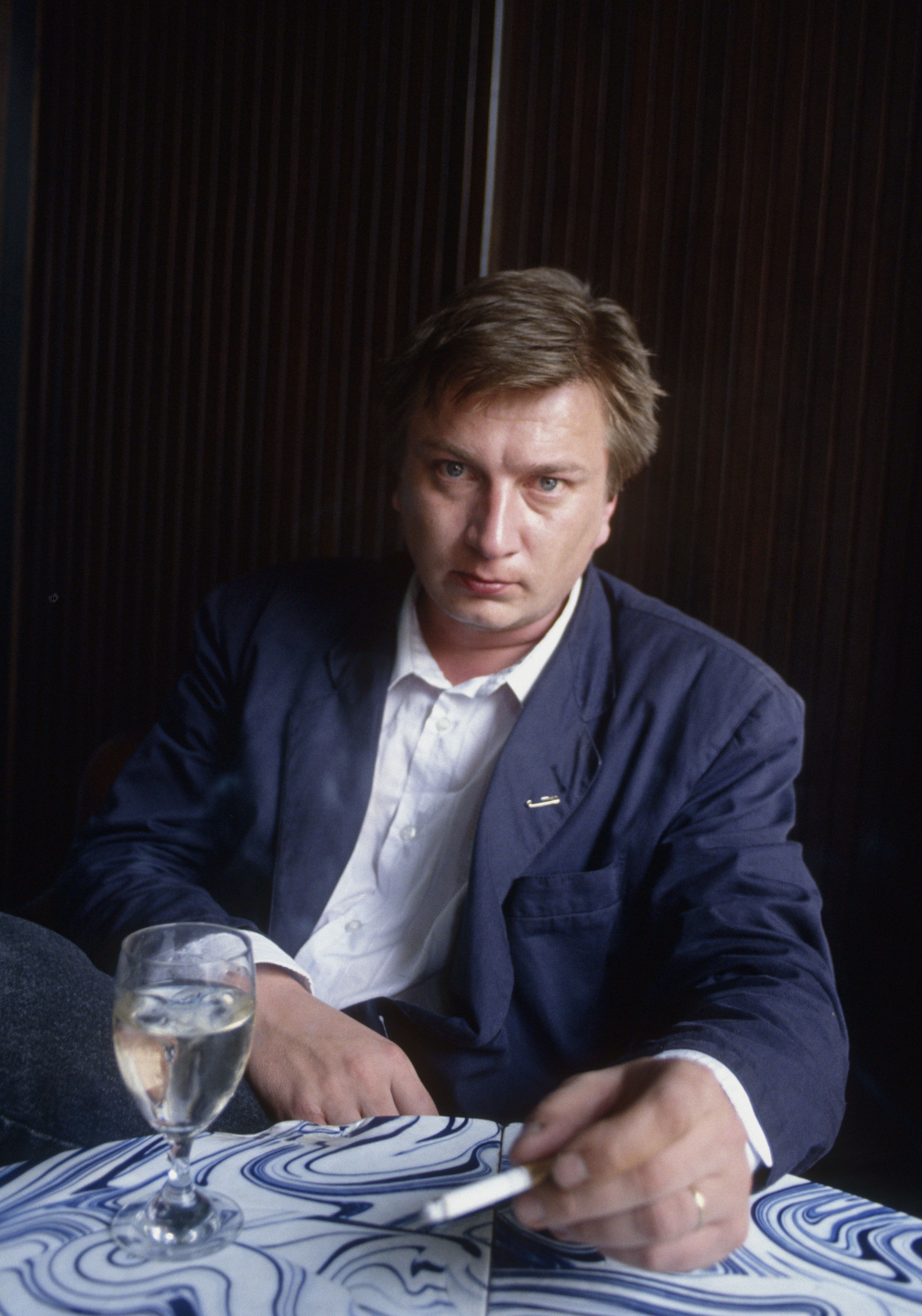
Aki Kaurismäki v roce 1990

- Aki Kaurismäki v roce 19901983: Zločin a trest (Rikos ja Rangaistus)
- 1985: Calamari union
- 1986: Stíny v ráji (Varjoja paratiisissa), první díl trilogie ztracenců
- 1987: Hamlet podniká (Hamlet liikemaailmassa)
- 1988: Ariel (druhý díl trilogie ztracenců)
- 1989: Špinavé ruce (Likaiset kädet), (vyrobeno pro finskou televizi YLE)
- 1989: Leningradští kovbojové dobývají Ameriku (Leningrad Cowboys Go America)
- 1990: Děvče ze sirkárny (Tulitikkutehtaan tyttö), třetí díl trilogie ztracenců
- 1990: Smlouva s vrahem (I Hired a Contract Killer)
- 1992: Bohémský život (Boheemielämää)
- 1994: Drž si šátek, Taťáno (Pidä huivista kiinni, Tatjana)
- 1994: Leningradští kovbojové potkávají Mojžíše (Leningrad Cowboys Meet Moses)
- 1996: Mraky odtáhly (Kauas pilvet karkaavat), první díl Finské trilogie
- 1999: Juha
- 2002: Muž bez minulosti (Mies vailla menneisyyttä), druhý díl Finské trilogie
- 2002: Psi nemají peklo (Dogs Have No Hell, 10 minutový povídkový film v projektu Dalších deset minut),
- 2006: Světla v soumraku (Laitakaupungin valot), třetí díl Finské trilogie
- 2011: Le Havre
- 2017: Jiná strana naděje[2] (Toivon tuolla puolen)
- 2023: Karaoke Blues (Fallen Leaves)

### Dokumentární filmy
- 1981 Saimaa-ilmiö
- 1994 Total Balalaika show
- 2004 Bico (Osa z evropské série krátkých filmů Visions of Europe)

### Krátké filmy
- 1986 Rock'y VI (8 min)
- 1987 Through the Wire (6 min)
- 1987 Rich Little Bitch (6 min)
- 1987 L.A. Woman (5 min)
- 1991 Those Were The Days (5 min)
- 1992 These Boots (5 min)
- 1996 Välittäjä (3 min)